# Luke Thomas (futbolista nacido en 2001)
Luke Jonathan Thomas (Syston, Inglaterra, Reino Unido, 10 de junio de 2001) es un futbolista británico que juega en la demarcación de defensa para el Leicester City F. C. de la EFL Championship de Inglaterra.

## Trayectoria
Tras formarse en las filas inferiores del Leicester City F. C., finalmente debutó con el primer equipo el 16 de julio de 2020 en un encuentro de la Premier League contra el Sheffield United F. C., llegando a disputar la totalidad de los noventa minutos en un encuentro que ganó el Leicester por 2-0, asistiendo Thomas a uno de los goles del equipo. Su debut en Europa se produjo el 29 de octubre de 2020 contra el AEK Atenas en la fase de grupos de la Liga Europa.
Disputó un total de 85 partidos, formó parte del equipo que ganó la FA Cup 2020-21 y en agosto de 2023 fue cedido al Sheffield United F. C. para toda la temporada, aunque finalmente la terminó en el Middlesbrough F. C.

## Estadísticas

### Clubes
Actualizado al último partido disputado el 24 de septiembre de 2024.
| Club                              | Div.          | Temporada     | Liga  | Liga  | Copas nacionales | Copas nacionales | Copas internacionales | Copas internacionales | Total | Total |
| Club                              | Div.          | Temporada     | Part. | Goles | Part.            | Goles            | Part.                 | Goles                 | Part. | Goles |
| --------------------------------- | ------------- | ------------- | ----- | ----- | ---------------- | ---------------- | --------------------- | --------------------- | ----- | ----- |
| Leicester City F. C. Inglaterra   | 1.ª           | 2019-20       | 3     | 0     | 0                | 0                | —                     | —                     | 3     | 0     |
| Leicester City F. C. Inglaterra   | 1.ª           | 2020-21       | 14    | 1     | 4                | 0                | 7                     | 1                     | 25    | 2     |
| Leicester City F. C. Inglaterra   | 1.ª           | 2021-22       | 22    | 0     | 5                | 0                | 6                     | 0                     | 33    | 0     |
| Leicester City F. C. Inglaterra   | 1.ª           | 2022-23       | 17    | 0     | 7                | 0                | —                     | —                     | 24    | 0     |
| Sheffield United F. C. Inglaterra | 1.ª           | 2023-24       | 12    | 0     | 1                | 0                | ―                     | ―                     | 13    | 0     |
| Sheffield United F. C. Inglaterra | Total club    | Total club    | 12    | 0     | 1                | 0                | 0                     | 0                     | 13    | 0     |
| Middlesbrough F. C. Inglaterra    | 2.ª           | 2023-24       | 12    | 0     | —                | —                | ―                     | ―                     | 12    | 0     |
| Middlesbrough F. C. Inglaterra    | Total club    | Total club    | 12    | 0     | 0                | 0                | 0                     | 0                     | 12    | 0     |
| Leicester City F. C. Inglaterra   | 1.ª           | 2024-25       | 0     | 0     | 2                | 0                | —                     | —                     | 2     | 0     |
| Leicester City F. C. Inglaterra   | Total club    | Total club    | 56    | 1     | 18               | 0                | 13                    | 1                     | 87    | 2     |
| Total carrera                     | Total carrera | Total carrera | 80    | 1     | 19               | 0                | 13                    | 1                     | 112   | 2     |

## Palmarés

### Campeonatos nacionales
| Título           | Club                 | País       | Año  |
| ---------------- | -------------------- | ---------- | ---- |
| FA Cup           | Leicester City F. C. | Inglaterra | 2021 |
| Community Shield | Leicester City F. C. | Inglaterra | 2021 |